# Ayandeh
Ayandeh (persisch آینده, DMG Āyandeh, ‚Zukunft‘) war eine ab 1925 in Teheran erscheinende national gesinnte politische Monatszeitschrift. Sie wurde von dem Politikwissenschaftler Mahmud Afschar (DMG: Maḥmūd Afšār) gegründet. Die Publikation, die nach der Absetzung der Kadscharendynastie und Entscheidung des Parlaments, Reza Pahlavi zum neuen Schah zu bestimmen, sollte zur Nationenbildung im Iran beitragen. Bis zu diesem Zeitpunkt war in der Bevölkerung Irans der Gedanke eines Nationalstaates nur gering ausgeprägt. Man definierte sich entweder über den Ort, wo man geboren war, oder über die Stammeszugehörigkeit.
Mahmud Afschar war neben seiner Herausgebertätigkeit auch gleichzeitig Hauptautor. Die Zeitschrift war in feste Rubriken für Geschichte, Literatur, Soziales und Wirtschaft eingeteilt. Gedruckt wurde die Zeitschrift im Druckhaus des iranischen Parlaments. Afschar wollte mit seiner politisch und kulturell ausgerichteten Zeitschrift v. a. die persische Sprache sowie die Idee der nationalen Einheit Irans verbreiten. In Artikeln und Gedichten von mehr als 90 Autoren wurden historische und aktuelle Themen zu Politik, Wirtschaft, Bildung und Kultur aufgegriffen. Sayyed Ḥasan Taqīzāde, der Herausgeber der Zeitschrift Kāweh, gehörte ebenso zu den bekannten Verfassern wie Ḥoseyn Kāẓemzādeh-Īrānšahr, der Herausgeber der Zeitschrift Īrānšahr. Aktuelle, historisch relevante politische Dokumente sowie Fotos berühmter Politiker und Übersetzungen europäischer Literatur wurden ebenfalls veröffentlicht. Aufgrund der zahlreichen Pressezensuren musste die Erscheinung von Āyandeh vermutlich 1960 eingestellt werden.
Der Erscheinungsverlauf dieser Monatszeitschrift gliedert sich in drei Folgen mit insgesamt 46 Ausgaben. Die erste Folge reicht von Juni 1925 bis März 1928 (24 Ausgaben), die zweite von Oktober 1944 bis März 1945 (16 Ausgaben) und die dritte von Oktober 1959 bis April 1960 (6 Ausgaben).
Īraǧ Afšār (1925–2011), der Sohn von Maḥmūd Afšār veröffentlichte von 1979 nach der Islamischen Revolution bis 1994 eine Neuauflage der nun eher wissenschaftlichen Zeitschrift.

## Ausgaben
- Ayandeh 1. Jahrgang, 1925–1926